# Asialeyrodes lushanensis
Asialeyrodes lushanensis es un hemíptero de la familia Aleyrodidae, con una subfamilia: Aleyrodinae.
Fue descrita científicamente por primera vez por Ko in Ko, Hsu & Wu en 1993.